# Список персонажей серии Resident Evil
«Resident Evil» (с англ. — «Обитель зла»), также известная в Японии, как Biohazard (яп. バイオハザード байохадза:до) — медиа-франшиза, принадлежащая компании Capcom и созданная Синдзи Миками под влиянием серии фильмов Живые мертвецы Джорджа Ромеро, как серия игр жанра survival horror. Первая игра серии вышла на приставке PlayStation 22 марта 1996 года. Последняя на данный момент, восьмая часть, вышла 7 мая 2021 года на PC (Microsoft Windows), PlayStation 4, PlayStation 5, Xbox One, Xbox Series X.
В списке представлены все ключевые персонажи сериала Resident Evil, кроме эпизодических. Ниже перечислены протагонисты (доступные для выбора персонажи, которыми может управлять игрок) игровой серии, сгруппированные по сходным признакам, а также другие ключевые персонажи, управлять которыми нельзя.

## Появления в серии
| __________ | Главный герой |

| __________ | Второстепенный |

| __________ | DLC/другое |

| __________ | Не появляется |

П - Игровой персонаж (кампания/открываемые сценарии)

П* - Игровой персонаж (мини-игра/DLC)
| Персонаж           | Игра  | Игра  | Игра | Игра | Игра   | Игра   | Игра   | Игра  | Игра | Игра | Игра  | Игра  | Всего |
| Персонаж           | RE0   | RE1   | RE2  | RE3  | CV     | RE4    | Rev    | RE5   | Rev2 | RE6  | RE7   | RE8   | Всего |
| ------------------ | ----- | ----- | ---- | ---- | ------ | ------ | ------ | ----- | ---- | ---- | ----- | ----- | ----- |
| Ребекка Чемберс    | ← П → | ← П → |      |      |        |        |        | П*    |      |      |       |       | 3     |
| Билли Коэн         | П     |       |      |      |        |        |        |       |      |      |       |       | 1     |
| Альберт Вескер     | П*    |       |      |      | ← П* → | ← П* → |        | П*    | П*   |      |       |       | 6     |
| Крис Редфилд       |       | П     | П*   |      | П      |        | ← П →  | ← П → | П*   | П    | П*    | П     | 9     |
| Джилл Валентайн    |       | П     |      | П    |        |        | П      | П*    | П*   |      |       |       | 5     |
| Барри Бёртон       |       |       |      |      |        |        |        | П*    | П    |      |       |       | 4     |
| Брэд Викерс        |       |       |      |      |        |        |        |       |      |      |       |       | 3     |
| Леон Скотт Кеннеди |       |       | П    |      |        | П      |        |       | П*   | П    |       |       | 4     |
| Клэр Редфилд       |       |       | П    |      | П      |        |        |       | П    |      |       |       | 3     |
| Ада Вонг           |       |       | П    |      |        | П      |        |       |      | П    |       |       | 3     |
| Шерри Биркин       |       |       | П    |      |        |        |        |       |      | П    |       |       | 2     |
| Ханк               |       |       | П    |      |        | ← П* → | ← П* → |       | П*   |      |       |       | 4     |
| Карлос Оливейра    |       |       |      | П    |        |        |        |       |      |      |       |       | 1     |
| Михаил Виктор      |       |       |      | П*   |        |        |        |       |      |      |       |       | 1     |
| Николай Зиновьев   |       |       |      | П*   |        |        |        |       |      |      |       |       | 1     |
| Стив Бёрнсайд      |       |       |      |      | П      |        |        |       |      |      |       |       | 1     |
| Эшли Грэм          |       |       |      |      |        | П      |        |       |      |      |       |       | 1     |
| Ингрид Ханнигэн    |       |       |      |      |        |        |        |       |      |      |       |       | 2     |
| Джек Краузер       |       |       |      |      |        | П*     |        |       |      |      |       |       | 1     |
| Луис Сера          |       |       |      |      |        |        |        |       |      |      |       |       | 1     |
| Паркер Лучани      |       |       |      |      |        |        | П      |       |      |      |       |       | 1     |
| Кит Ламли          |       |       |      |      |        |        | П      |       |      |      |       |       | 1     |
| Джессика Шерават   |       |       |      |      |        |        | П*     |       |      |      |       |       | 1     |
| Квинт Сетчем       |       |       |      |      |        |        | П*     |       |      |      |       |       | 1     |
| Раймонд Вестер     |       |       |      |      |        |        | П*     |       |      |      |       |       | 1     |
| Шева Аломар        |       |       |      |      |        |        |        | П     |      |      |       |       | 1     |
| Джош Стоун         |       |       |      |      |        |        |        | П     |      |      |       |       | 1     |
| Экселла Джионне    |       |       |      |      |        |        |        | П*    |      |      |       |       | 1     |
| Мойра Бёртон       |       |       |      |      |        |        |        |       | П    |      |       |       | 1     |
| Наталья Корда      |       |       |      |      |        |        |        |       | П    |      |       |       | 1     |
| Алекс Вескер       |       |       |      |      |        |        |        |       | П*   |      |       |       | 1     |
| Джейк Мюллер       |       |       |      |      |        |        |        |       |      | П    |       |       | 1     |
| Пирс Ниванс        |       |       |      |      |        |        |        |       |      | П    |       |       | 1     |
| Хелена Харпер      |       |       |      |      |        |        |        |       |      | П    |       |       | 1     |
| "Агент"            |       |       |      |      |        |        |        |       |      | П    |       |       | 1     |
| Карла Радамес      |       |       |      |      |        |        |        |       |      | П*   |       |       | 1     |
| Итан Уинтерс       |       |       |      |      |        |        |        |       |      |      | ← П → | ← П → | 2     |
| Мия Уинтерс        |       |       |      |      |        |        |        |       |      |      | П     |       | 2     |
| Джо Бейкер         |       |       |      |      |        |        |        |       |      |      | П*    |       | 1     |

## Основные персонажи

### Крис Редфилд (Chris Redfield)
Крис впервые представлен в Resident Evil в качестве члена команды S.T.A.R.S. Альфа полицейского управления Ракун-Сити. В борьбе с B.O.W Крис становится соучредителем B.S.A.A, контртеррористической организации, занимающейся борьбой с угрозой биоорганического оружия, развязанного преступными или террористическими организациями в глобальном масштабе.

### Джилл Валентайн (Jill Valentine)
Джилл впервые представлена в Resident Evil в качестве члена команды S.T.A.R.S. Альфа полицейского управления Ракун-Сити. В борьбе с B.O.W Джилл становится соучредителем B.S.A.A, контртеррористической организации, занимающейся борьбой с угрозой биоорганического оружия, развязанного преступными или террористическими организациями в глобальном масштабе.

### Ребекка Чемберс (Rebecca Chambers)
Представленная в Resident Evil в качестве второстепенного персонажа, который служит полевым медиком команды S.T.A.R.S. Ребекка Чемберс появляется в качестве главного героя Resident Evil Zero вместе с Билли Коэном.

### Леон Скотт Кеннеди (Leon Scott Kennedy)
Леон впервые представлен в Resident Evil 2 в качестве полицейского-новичка в полицейском управлении Ракун-Сити (R.P.D), который пытается сбежать из Ракун-Сити после вспышки зомби-вируса. В Resident Evil 4 он был завербован федеральным правительством США и обучен, чтобы стать элитным агентом, который подчиняется непосредственно президенту Соединенных Штатов.

### Клэр Редфилд (Claire Redfield)
Клэр впервые представлена в Resident Evil 2 как студентка колледжа, которая ищет своего старшего брата Криса Редфилда. В последующих продолжениях она изображена как сотрудница правозащитной организации TerraSave, которая оказывает помощь жертвам биотерроризма.

### Ада Вонг (Ada Wong)
Представленная в Resident Evil 2, Ада Вонг - полевой агент, работающий на таинственную организацию, известную только как "Агентство". Ада иногда фигурирует в качестве главного героя отдельных сценариев или кампаний в видеоиграх франшизы.

### Итан Уинтерс (Ethan Winters)
Главный герой Resident Evil 7: Biohazard и Resident Evil Village, Итан представлен как гражданское лицо, которое отправляется в полуразрушенное семейное поместье Бейкеров в Далви, штат Луизиана, в поисках своей пропавшей жены Мии, а затем переезжает в нераскрытое место в Восточной Европе после событий Resident Evil 7.

## Другие важные персонажи

### S.T.A.R.S.
STARS (англ. Special Tactics and Rescue Service, рус. Специальная Тактическая и Спасательная Служба; в играх писалась как «S.T.A.R.S.») — элитный ударный отряд Раккунского Департамента Полиции.
Впервые было представлено в 1996 году, в оригинальной игре Resident Evil. В дальнейшем, до событий сиквела, оно было расформировано. Основными членами являлись: Альберт Вескер, Барри Бёртон, Брэд Викерс, Крис Редфилд, Энрико Марини, Форест Спейер, Джилл Валентайн, Джозеф Фрост, Кеннет Дж. Салливан, Ребекка Чемберс и Ричард Эйкен. Они были разбиты на два отряда — «Альфа» и «Браво».
Кроме Альберта Вескера, Джилл Валентайн, Криса Редфилда и Ребекки Чемберс, основными героями сериала являлись ещё три следующих члена «S.T.A.R.S.».

#### Барри Бёртон (Barry Burton)
Барри Бёртон (яп. バリー・バートン Бари: Ба:тон, англ. Barry Burton) — 38-летний (в оригинальной игре) ветеран SWAT, в отряде «Альфа» работал специалистом по оружию и бойцом. Известно, что после службы в спецназе отправляется на работу в отделение «S.T.A.R.S», куда затем позвал и своего друга Криса, уволенного из ВВС, дав соответствующую рекомендацию. Роль Барри в оригинальной игре исполнил актёр Грэг Смит
В событиях первой Resident Evil он играет вспомогательную роль, в сценарии Джилл. Тогда как в кампании Криса персонаж Барри появляется лишь во вступительной сцене. По ходу игры выясняется, что он был шантажирован предавшим своих товарищей по команде Альбертом Вескером, угрожавшим причинить вред его семье, если он откажется выполнять его указания. В дальнейшем он осознаёт свою ошибку и пытается загладить вину, в частности, мешает Вескеру застрелить Джилл Валентайн в комнате, где располагается капсула с Тираном. В итоге, с помощью Барри, выжившие Джилл и Крис, а также Ребекка, срывают планы Вескера, уничтожая Тирана и исследовательский центр. В финале все четверо улетают на вертолёте.
Барри возвращается в Resident Evil 3: Nemesis, помогая Джилл и Карлосу вырваться из Раккун-сити, до его разрушения. Появление персонажа в этой игре напрямую зависит от её концовки (необходима хорошая). Барри Бёртон также участвует в неканонической игре Resident Evil Gaiden, в качестве одного из двух игровых персонажей. Кроме того, он доступен как загружаемый персонаж в режиме «Воссоединение наёмников» (англ. Mercenaries Reunion) в игре Resident Evil 5.
Является одним из главных героев игры Resident Evil: Revelations 2
Из художественных фильмов франшизы, Барри появился в пятой картине, Обитель зла: Возмездие. Его сыграл Кевин Дюранд.
PlayStation Universe описали персонаж Барри как «… чем-то вроде легенды среди фанатов RE, чему в немалой степени способствовали его совершенно смешные части диалогов в оригинальных Resident Evil», добавив, что «он также остаётся одним из наиболее искренне симпатичных персонажей в серии, особенно после шлифовки ребятами из Capcom ремейка 2002 года».

#### Брэд Викерс
Брэд Викерс (яп. ブラッド・ヴィッカーズ Бураддо Викка:дзу, англ. Brad Vickers) — пилот вертолёта, а также специалист по компьютерам и информации отряда «Альфа», прозванный «Цыплячьим сердцем».
Впервые появляется в оригинальной игре, в которой управляет вертолётом команды «Альфа» подразделения «S.T.A.R.S.». В самом начале Брэд подвёл всю команду, когда в панике улетел на вертолёте, оставив товарищей в лесу. В финале он возвратился, чтобы спасти выживших (Джилл, Криса, Барри, и Ребекку), сбрасывая им вначале ракетную установку для победы над Тираном, а затем забирает их с собой.
Известно, что вскоре после этих событий, в ответ на давление со стороны корпорации, начальник полиции Брайан Айронс распускает подразделение. Брэд, будучи по натуре трусом, встал на сторону Айронса.
Брэд присутствует также в Resident Evil 3: Nemesis, в ходе которой его убивает Немезис, у входа в полицейский участок. Здесь же, у входа, он появляется в виде зомби во второй части игры, но только если игрок отвечает определённым требованиям. Единственный, кто присутствует в первой трилогии.

#### Ричард Эйкен
Ричард Эйкен (яп. リチャード・エイケン Ритя:до Эйкэн, англ. Richard Aiken) — специалист по радиосвязи и один из членов команды «Браво», участвовавший в инциденте в особняке Спенсера.
Согласно сюжету оригинальной игры, его находят в восточном крыле второго этажа особняка, он тяжело ранен и отравлен гигантской змеёй, монстром «Yawn». После похода за противоядием Ричард Эйкен умирает, как после передачи информации и радио (если игрок возвращается быстро), или до их возвращения.
В ремейке, во время игры за Джилл Валентайн, Ричард (озвучен Джо Уайтом) сопровождает игрока в бой с монстром, где приносит себя в жертву, отталкивая Джилл от смертельной атаки, и его проглатывает змея. В сценарии Криса, Ричард погибает во время встречи с акулой-монстром «Нептуном».
В новелле под названием Заговор корпорации Umbrella Крис и Ребекка находят уже умершего от яда Ричарда. А в игре Resident Evil: The Umbrella Chronicles персонаж является партнёром Ребекки Чемберс. Ради её спасения в ходе игры он жертвует жизнью и также погибает от гигантской змеи. Персонаж также доступен, в качестве одного из игровых персонажей, в многопользовательском режиме игры Deadly Silence, переиздания оригинальной Resident Evil для Nintendo DS.

### Umbrella

#### Алексия Эшфорд
Алексия Эшфорд (яп. アレクシア・アシュフォード Арэкусиа Асюфо:до, англ. Alexia Ashford) — главный антагонист игры Resident Evil Code: Veronica.
Известно, что она родилась в 1971 году, а уже с 1981 года (по 1983-й) начала работать ведущим исследователем корпорации. Вместе со своим братом-близнецом, Альфредом, она была результатом эксперимента своего отца, ведущего научного сотрудника корпорации, Александра (сына умершего соучредителя Амбреллы, Эдварда Эшфорда; впоследствии Александр сам был превращён Алексией в монстра, называемого Носферату).
В том эксперименте генетический материал предка, Вероники Эшфорд, был вставлен в эмбрион и имплантирован в суррогатную мать, в попытке воспроизвести легендарный интеллект и красоту Вероники. Успешно унаследовав эти черты, Алексия, введя себе вирус «Т-Вероника», стремилась стать непобедимым мировым диктатором. Она заморозила себя на годы — для сохранения своей собственной личности, а также для того, чтобы тело управляло вирусом, а не наоборот. Она просыпается во время событий Code Veronica, однако погибает от рук Криса Редфилда — прежде чем она смогла совершить переворот.
В 2009 году IGN отметил Алексию как «самого страшного злодея сериала».

#### Джеймс Маркус
Джеймс Маркус (яп. ジェームス・マーカス Дзэ:мусу Ма:касу, англ. James Marcus) — основной антагонист в игре Resident Evil Zero, бывший профессор и сооснователь Амбреллы, разработчик оригинального штамма T-вируса.
Задолго до событий, описываемых в первой части RE, он был одним из лучших исследователей корпорации Umbrella, возглавляя центр повышения квалификации персонала, и был лично назначен Озвеллом Е. Спенсером работать с «Материнским вирусом» (англ. Mother virus). В этом качестве, Маркус сыграл ключевую роль в создании Т-вируса, программ «Тиран» и «Немезис», а также в проведении широких исследований пиявок, которые привели к разработке G-вируса, вплоть до своего внезапного исчезновения в 1988 году.
Спенсер предал Джеймса, отправив к Маркусу своих подчинённых, Альберта Вескера и Уильяма Биркина, чтобы убить его и украсть его исследования. Но, примерно десять лет спустя, Маркус при помощи своих пиявок восстаёт из мертвых. И он жаждет отомстить Спенсеру, путём заражения его особняка Т-вирусом, который был одним из секретных центров корпорации Umbrella в исследованиях, что приводит к событиям первого Resident Evil.
Маркус играет более значительную роль в приквеле первой игры, Resident Evil Zero, в котором подробно рассказывается о его воскрешении, жажде мести, и об окончательной гибели, от рук Билли Коэна и Ребекки Чемберс. Маркус также появляется в игре The Umbrella Chronicles.

#### Карлос Оливейра
Карлос Оливейра (яп. カルロス・オリヴェイラ Каруросу Оривэра, англ. Carlos Oliveira) — второй основной персонаж в Resident Evil 3: Nemesis.
Происхождение неизвестно. Предположительно, он родом из Латинской Америки. Известно, что он бывший член Южно-Американской партизанской группировки. После того, как правительственные войска уничтожили его организацию, Карлосу было предложено вступить в ряды амбрелловской «U.B.C.S.». Он присоединился к организации и был назначен в роту A (вместе с Михаилом Виктором и Николаем) взвода «Дельта». Подразделение занималось тяжёлым оружием, а также техническим обслуживанием оружия команды. Несмотря на его облик, он добрый и известный шутник.
В событиях Resident Evil 3: Nemesis персонаж помогает Джилл Валентайн, на протяжении игры, убежать из обречённого на уничтожение Раккун-сити. Однажды Джилл, после битвы с Немезисом, заражается T-вирусом. С этого момента Карлос становится игровым персонажем — для того, чтобы игрок смог подготовить вакцину для Джилл. В конце он успешно убегает из города, вместе с Джилл.
В игре Umbrella Chronicles Карлос играет ту же роль, что и в третьей части, однако теперь он стал игровым персонажем, вместе с Джилл. В Umbrella Chronicles события третьей части, несколько отличающиеся от оригинала, описываются в сценарии под названием «Raccoon’s Destruction».
В отличие от серии игр, в трёх художественных фильмах франшизы (Обитель зла 2: Апокалипсис, Обитель зла 3, Обитель зла: Возмездие), где появляется персонаж, его фамилия пишется как Оливера. Во всех картинах роль исполнил актёр Одед Фер.

#### Михаил Виктор
Михаил Виктор (яп. ミハイル・ヴィクトール Михаиру Викуто:ру, англ. Mikhail Victor) — командир взвода «Дельта» и капитан амбрелловской «U.B.C.S.».
Согласно предыстории персонажа, Михаил из Санкт-Петербурга и служил в армии до распада СССР, после чего пошёл в партизанскую группировку, руководимую его женой. В этой организации он стал заниматься терроризмом против государства, пока его не арестовали власти за совершённые теракты. Амбрелла, узнав о нём, предложила ему и его людям условия амнистии — в случае вступления в ряды их войск. Так он (вынужденно) присоединился к «U.B.C.S.».
Михаил появляется в RE3, но уже раненый и жертвует своей жизнью — ради спасения Джилл и Карлоса, пытаясь взорвать Немезиса своей гранатой. В ранних набросках сценария, Михаил должен был стать старшим братом Николая (первоначальное имя персонажа — Михаил Зиновьев). В качестве игрового персонажа также доступен в дополнительной миниигре «Наёмники» (англ. Mercenaries), а также появляется в наборе «Nightmare» для игры Resident Evil: Deck Building Game (Bandai).
Михаил Виктор — единственный из основных оперативников «U.B.C.S.», не появлявшийся в кинокартине Обитель зла: Апокалипсис. Персонаж был заменён на оригинальный, по имени Юрий Логинов.
Есть мнение, что Михаил Виктор послужил прототипом напарника Карлоса Оливейры из кинокартины «Обитель Зла 2», Николая Жукова.

#### Николай Зиновьев
Николай Зиновьев (яп. ニコライ・ジノビエフ Никорай Дзинобиэфу, англ. Nicholai Ginovaef) — оперативник взвода «Дельта» подразделения «U.B.C.S.», рота Б, агент Амбреллы. Впервые появляется в Resident Evil 3: Nemesis.
Согласно предыстории персонажа, известно, что он родом из Москвы и до службы в «U.B.C.S.» служил в российском спецназе. Также он (негласно) соперничает с командиром «U.S.S.» (неофициальное название подразделения «U.S.S.» — Wolfpack), Ханком. В ходе событий игры, Николай встречает Джилл, вместе с немногими оставшимися в живых членами своего взвода: Карлосом и Михаилом. В первой половине игры он исчезает, и пока вновь не появляется, его считают мёртвым.
На самом деле Николай является одним из руководителей, которого назначили следить за членами подразделения, а также собирать боевые данные о сражениях солдат с биооружием Амбреллы. Судьба персонажа в течение игры напрямую зависит от пути, который выберет игрок. В одной из сцен его убивает Немезис, а его тело повисает в воздуховоде. Другой возможный путь: он похищает вертолёт для эвакуации Джилл. В этот момент у игрока есть выбор: пытаться вести с ним переговоры или выбрать сражение против Николая, уничтожив вертолёт вместе с ним.
Игра Resident Evil: Survivor (издание на английском) включает документ, за авторством якобы Николая, после событий RE3. В оригинальной японской версии и китайской локализации игры для ПК этот архивный файл отличается. Фактическим же автором третьей части этого документа (часть датирована после событий Nemesis) был не Николай, а амбрелловский отдел по разработке биооружия (англ. Umbrella B.O.W. Development Staff).
Персонаж также появляется в игре Resident Evil Outbreak, в последнем сценарии «Решения, Решения» (англ. Decisions, Decisions), В этом сценарии рассказывается о проведении ещё одной миссии, проводимой в тот же период времени, что и события второй половины Resident Evil 3: Nemesis. Николай также упоминается в игре The Umbrella Chronicles — под кодовым именем «Silver Fox». Роль Николая в Resident Evil: Operation Raccoon City заключалась в том, чтобы остановить Wolfpack в завершении их миссии.
Персонаж был адаптирован для художественного фильма Обитель зла 2: Апокалипсис. Фильм показывает Николая более героическим, что отличается от оригинального антагонистического образа в игре. В официальной новеллизации фильма его переименовали в Николая Соколова (англ. Nicholai Sokolov).

#### Озвелл И. Спенсер
Озвелл И. Спенсер (яп. オズウェル・E・スペンサー Одзувэру И Супэнса:, англ. Ozwell E. Spencer) — один из трёх основателей Амбреллы, президент и владелец корпорации, один из разработчиков вируса «Прародитель» (англ. Progenitor).
В сериале персонаж играет одну из самых загадочных и важных ролей. Он является владельцем и соучредителем корпорации, фармацевтической компании, которая тайно производила биоорганическое оружие. Его коллеги, Джеймс Маркус и Эдвард Эшфорд, присоединились к созданной компании, но их больше интересовало изучение недавно открытого «Прародителя». В дальнейшем, Эдвард Эшфорд умирает, а Спенсер захватывает контроль над компанией и её исследованиями, отправляя своих подчинённых, Альберта Вескера и Уильяма Биркина, чтобы те убили Маркуса.
Спенсер начинает проводить исследования своей компании в Арклейском центре исследований, в Арклейских горах. Чтобы скрыть исследовательский центр, Озвелл решает построить особняк, для чего нанимает Джорджа Тревора, известного архитектора. Его планы идут гладко, пока Маркус не возвращается из мёртвых, и начинает мстить с помощью своих испытуемых. Маркус разрушает один из роскошных поездов Спенсера, а также вызывает вирусную вспышку в Арклейском центре исследований.
Вспышка распространяется по всему региону, вызывая события, описываемые в Resident Evil Zero и оригинальном Resident Evil. Впоследствии вирус добирается и до Раккун-сити, в ходе событий Resident Evil 2 и Resident Evil 3: Nemesis. Для сдерживания угрозы правительство США вынуждено отдать приказ на уничтожение города. После уничтожения города, Спенсер пытается скрыть этот инцидент как правительственный заговор, нанимая лучших юристов и лжесвидетелей. Ему удаётся затянуть судебное разбирательство, что позволяет корпорации оставаться на плаву ещё пять лет. В конечном счёте, Вескер предает Спенсера, передавая секретные документы американскому правительству, а затем лично свидетельствуя против него в суде. Амбрелла лишается коммерческой лицензии, а правительство стремительно ликвидирует её остатки.
После публичного падения корпорации, Спенсер удаляется в свой европейский особняк. До событий игры Resident Evil 5, местонахождение Спенсера обнаруживают Джилл Валентайн и Крис Редфилд, но Вескер оперативно убивает его, прежде чем им удаётся добраться до него.

#### Сергей Владимир
Сергей Владимир (яп. セルゲイ・ウラジミール Сэругэй Урадзими:ру, англ. Sergei Vladimir) — высокопоставленный российский сотрудник Амбреллы, бывший полковник советской армии. Впервые появляется игре Resident Evil: The Umbrella Chronicles, где играет роль главного антагониста.
О Сергее известно, что он бывший полковник советской армии. После распада Советского Союза, он сближается с Амбреллой и быстро становится одним из ведущих её сотрудников. Сергей Владимир лично познакомился с основателем корпорации, Озвеллом Спенсером, который стал полагаться на Сергея, как на своего верного и эффективного помощника. Впоследствии Сергей создал и стал руководить амбрелловским подразделением «U.B.C.S.», а также внутренней шпионской организацией корпорации, известной как «Монитор» (англ. Monitor). В качестве одного из таких агентов, непосредственно подчиняющегося Сергею, выступает Николай Зиновьев. Сергей берёт на себя важнейшие задачи корпорации в течение сериала Resident Evil, в том числе: кражу Красной Королевы из Арклейского исследовательского центра, эвакуацию Спенсера из города до его разрушения, а также обеспечение безопасности важной исследовательской информации.
В самом конце Umbrella Chronicles Сергей, пытаясь помешать Альберту Вескеру украсть базу данных, содержащую наиболее важные документы и данные исследований Амбреллы, был убит.

#### Уильям Биркин
Уильям Биркин (яп. ウィリアム・バーキン Уириаму Ба:кин, англ. William Birkin) — исследователь-вирусолог Амбреллы, поступивший на работу в корпорацию в 1977 году, к Джеймсу Маркусу. В исследовательском центре Маркуса он сближается с другим исследователем, Альбертом Вескером. Оба считались лучшими учениками Джеймса Маркуса, работая над экспериментальным вирусом Тиран вплоть до закрытия этого центра в июле 1978 года, переместившись после этого в Арклейский центр.
В событиях Resident Evil 2 он является главным антагонистом. Согласно сюжету, после завершения работ (в 1998 году) по разработке нового G-вируса, его смертельно ранят агенты спецназа Амбреллы («USF»), а затем крадут его разработки. Брошенный умирать, он вводит себе G-вирус, надеясь спастись, но тем самым превращая себя в монстра. Затем он убивает своих обидчиков, в результате чего T-вирус попадает в канализацию города и в Раккун-сити начинается вирусная эпидемия. В ходе игры, он сталкивается с главными героями, Леоном Кеннеди и Клэр Редфилд, постепенно подвергаясь мутации и теряя всякое подобие своей первоначальной человеческой формы. В конечном итоге, Леон и Клэр его побеждают, при помощи дочери Биркина, Шерри.
Биркин упоминается в «Докладе Вескера» (англ. Wesker's Report) в качестве учёного, который помог Вескеру инсценировать свою смерть. Также Биркин упоминается (задним числом) в ремейке оригинальной игры для Nintendo Gamecube. Он также появляется в игре-приквеле Resident Evil Zero, где он помогает Вескеру из-за кулис, а также появляется в ролике в The Umbrella Chronicles вместе с Альбертом Вескером.
В первом художественном фильме франшизы Resident Evil, персонаж появляется в роли камео (в титрах не указан) как руководитель проекта Немезис, который был также рассказчиком в фильме. Согласно комментариям Пола Андерсона, планировалось, что исполнитель роли Биркина Джейсон Айзекс будет и в фильме-сиквеле, Обитель зла: Апокалипсис, но он покинул проект по неизвестным причинам. А доктор Александер Роланд Айзекс (актёр Иэн Глен) был придуман, чтобы продолжать роль Биркина в дальнейшем.

#### Ханк
Ханк (яп. ハンク Ханку, англ. HUNK) — кодовое имя специального агента и командир команды «Альфа» элитного подразделения «U.S.S.» (англ. Umbrella Security Service) в Resident Evil 2. Также известен как «Мистер Смерть» (англ. Mr. Death).
Персонаж появляется в игре Resident Evil 2 и становится доступным в качестве игрового в дополнительной миниигре, озаглавленной «4-й Выживший» (англ. 4-th Survivor). Этот короткий сценарий рассказывает о побеге Ханка из обречённого Раккун-сити, начинаясь с его пробуждения в городской канализации и заканчиваясь его эвакуацией. Согласно сюжету, он является единственным членом его отряда, пережившим нападение мутировавшего Уильяма Биркина, происходящее вскоре после получения им образцов G-вируса для Амбреллы.
Он вновь появляется в The Umbrella Chronicles: в ремейке одноимённого сценария «4-й Выживший» (англ. 4-th Survivor), где игрок должен достичь вертолётной площадки для эвакуации из Раккун-сити; в ходе сценария «Воспоминания о Потерянном Городе» (англ. Memories of a Lost City) игры в Resident Evil: The Darkside Chronicles.
Помимо этого, Ханк доступен в качестве игрового персонажа в дополнительной миниигре «Наёмники» (англ. Mercenaries) в Resident Evil 4, хотя не имеет никакого отношения к сюжету самой игры. К тому же, он участвует в Resident Evil: Operation Raccoon City и Resident Evil: Revelations вместе с персонажем, по имени Lady Hunk.

### Другие персонажи

#### Билли Коэн
Билли Коэн (яп. ビリー・コーエン Бири: Ко:эн, англ. Billy Coen) — бывший младший лейтенант Корпуса морской пехоты США, впервые упоминающийся в полицейском отчёте Ребекки Чемберс, который имеется в игре Resident Evil 2 (издание для Nintendo 64).
О Билли известно, что он был приговорён трибуналом к смертной казни — за массовое убийство 23 человек во время миссии в Африке, при сомнительных обстоятельствах. Однако, на пути к исполнению приговора Билли умудряется спастись…
В самом начале RE0, он в поисках убежища добирается до стоящего поезда, «Ecliptic Express», где встречает Ребекку Чемберс. Чтобы выжить им приходится объединиться, и используя свои таланты они постепенно раскрывают тайны Амбреллы. Оба персонажа отслеживаются Джеймсом Маркусом, отправляющего различных существ, чтобы подчинить их себе. После раскрытия подробностей своей гибели, Маркус мутирует в Королеву пиявок. В заключительной битве, Билли и Ребекка уничтожают Королеву пиявок, используя её уязвимость для солнечного света. Ребекка позволяет Билли бежать, рассказав властям, что после их встречи он погиб в Арклейских горах. Билли также появляется в игре  The Umbrella Chronicles.

#### Джек Краузер
Джек Краузер (яп. ジャック・クラウザー Дзякку Кураудза:, англ. Jack Krauser) — двойной агент, бывший оперативник правительства США и друг Леона Кеннеди, до своей видимой гибели, в результате крушения вертолёта.
Ближе к событиям игры Resident Evil 4, в которой персонаж впервые появляется, Джек становится наёмником, которого берёт к себе Озмунд Саддлер. Согласно сюжету, Краузер несёт ответственность за похищение Эшли, утверждая, что он совершил это для того, чтобы завоевать доверие Саддлера. Джек мало интересуется делами Саддлера, он только стремится достать образец Лас-Плагас для Альберта Вескера.
В дополнение к мастерству боя с ножом и луком, Краузер стал обладать сверхчеловеческой скоростью, выносливостью, силой и получил способность превращать левую руку в гигантскую клешню. Джек противостоит Леону дважды за игру. После своей «видимой» смерти во время боя с Кеннеди, Краузер вновь появляется в дополнительном сценарии «Assigment: Ada» (рус. Задание Ады), в качестве босса. По сюжету игры 2005 года, Краузер был окончательно убит в сценарии «Separate Ways» (рус. Разные пути), Адой Вонг. В событиях ремейка Джек погибает после столкновения с Леоном на руинах.
Краузер доступен в качестве игрового персонажа в режиме «Mercenaries» (рус. Наёмники). Он использует свой лук в бою, а также может в качестве оружия ближнего боя использовать свою мутировавшую руку. В игре The Darkside Chronicles рассказывается предыстория Краузера — о том, как он сотрудничал с Леоном, чтобы арестовать наркобарона в Южной Америке. Во время своего путешествия они обнаруживают, что деревня пострадала от вспышки T-вируса. По ходу игры они сталкиваются с Мануэлой Идальго, которая была инфицирована «Т-Вирус», и затем узнают о Вескере и заговоре Амбреллы. В самом конце, перед уничтожением мутировавшего наркобарона, руку Краузера серьёзно повредили и он заразился «Т-Вероникой», из-за чего был вынужден покинуть армию. Узнав же о Вескере и желая новой работы, он заинтересовывается какое могущество он может получить с его помощью.
IGN в 2009 году присуждало ему «Босса дня». Также производителями выпускались экшен-фигурки Джека в облике из RE4 (с мутировавшей рукой).

#### Ингрид Ханнигэн
Ингрид Ханнигэн (англ. Ingrid Hunnigan) — правительственный агент по «F.O.S.» (англ. Field Operation Support, досл. «Поддержка полевых операций»). Является связующим звеном Леона с Секретной службой США.
В событиях Resident Evil 4, в которой она впервые была представлена, Ингрид выступала в роли его помощницы на протяжении его спасательной миссии по вызволению Эшли Грэм. В следующий раз она появляется в анимационном CGI-фильме Обитель зла: Вырождение. В Resident Evil 6 Ингрид снова занимается информационной поддержкой Леона, в том числе неофициально, после того, как его обвиняют в убийстве президента США.

#### Лиза Тревор
Лиза Тревор (яп. リサ・トレヴァー Риса Торэва:, англ. Lisa Trevor) — дочь архитектора Джорджа Тревора, построившего особняк Спенсера.
Персонаж впервые появляется в ремейке оригинального Resident Evil, а затем в The Umbrella Chronicles. В обеих играх Лиза выступает в роли врага.
О Лизе известно, что она дочь Джорджа Тревора, знаменитого архитектора, спроектировавшего Арклейский центр исследований и корабль «Королева Зенобия» (вместе с другими, аналогичными судами). После того как Джордж обнаруживает, что особняк на самом деле содержит секретную подземную лабораторию, Спенсер похищает его вместе с семьёй. В то время как подручные Спенсера убивают Джорджа, жена и дочь Тревора используются в качестве испытуемых для вирусных экспериментов корпорации.
Лиза проводит почти 30 лет в неволе, проходя через целый ряд ужасных экспериментов, лишающих её человеческого облика. Она развивает сверхъестественные способности, которые делают её сильнее, и, по сути, бессмертной. Она также оказывается ключом в создании Уильямом Биркиным G-вируса, так как становится первым живым экземпляром, который успешно приспособился и вобрал в себя разработку. В этот период Лиза окончательно теряет свой разум, и становится одержимой поисками своей матери, убитой много лет назад.
Вескер, один из ведущих учёных исследователей Амбреллы, приказывает персоналу избавиться от Лизы; однако, ей удаётся выжить, и она блуждает в подвалах особняка, в надежде найти свою мать. Лиза встречает различных членов команды «S.T.A.R.S.», прежде чем она сталкивается в особняке с Вескером. Наряду с некоторыми команды, из самоуничтожающегося особняка убегает и Вескер. Однако, Лизу Тревор не убило при взрыве системы самоуничтожения особняка. Крис Редфилд и Альберт Вескер находят кости её матери в камере под особняком; Лиза же не может принять смерть своей матери и прыгает в яму.
Лиза Тревор появляется в телесериале «Обитель зла» (2022), где показан эксперимент над ней, проведенный Альбертом Вескером.

#### Луис Сера
Луис Сера (яп. ルイス・セラ Руису Сэра, англ. Luis Sera) — бывший мадридский полицейский, исследователь-биолог культа «Лос-Иллюминадос», а также следователь.
В событиях Resident Evil 4, где персонаж появляется, он играет вспомогательную роль. Согласно сюжету, Луис пытается помочь Кеннеди и Аде Вонг в их борьбе с «Лос-Иллюминадос». Он очень хорошо знаком с местностью и деревней, в которой разворачиваются события игры. А ранее он, вместе с Озмундом Саддлером, занимался для культа исследованием и разработкой паразитов, контролирующих разум. Поняв, что Саддлер намерен использовать паразитов для вредоносных целей, он начинает искать пути, чтобы сорвать миссию культа. В ходе игры, Сера встречает Леона, после того как оба были схвачены селянами.
Он представляется как бывший мадридский полицейский, который стал недоволен своей работой. Позже выяснилось, что Луис был одним из ведущих исследователей в поисках Лас-Плагас. Он считает, что во вспышке, которая может произойти, есть его вина и начинает делать всё возможное, чтобы её ликвидировать. В дальнейшем, Сера оказывает помощь заражённому Кеннеди. Но, в итоге, прежде чем он успевает передать Кеннеди образец Лас-Плагас, Садлер пронзает его когтем на щупальце, и Луис умирает. Леон клянётся отомстить за его смерть, что ему и удаётся..

#### Озмунд Саддлер
Озмунд Саддлер (яп. オズムンド・サドラー Одзумундо Садора:, англ. Osmund Saddler) — лидер испанского культа, именуемого «Лос Иллюминадос» (англ. The Enlightened Ones, исп. Los Illuminados).
Впервые встречается в Resident Evil 4, где выступает в роли главного злодея.
Согласно сюжету RE4, культ, который он возглавлял, был ответственен за похищение дочери американского президента, Эшли Грэм. Сэддлер планировал заразить Эшли образцом паразита Лас-Плагас, в надежде, что по возвращении домой она инфицирует высокопоставленных членов правительства США. После чего, согласно его планам, он сможет управлять ими, и захватить вначале контроль над страной, а затем и весь мир.
Для исполнения своих приказов, он уже использовал образцы паразитов, заразив и получив контроль над сельчанами и местным кастеляном, Рамоном Салазаром (англ. Ramon Salazar; яп. ラモン・サラザール). Однако, осуществлению его планов помешали совместные усилия Кеннеди, Вонг и Луиса Серы. Леон, с помощью Ады, в финале убивает Сэддлера, а затем разрушает его научно-производственный комплекс.
Персонаж также появляется в игре от Bandai, Resident Evil: Deck Building Game.

#### Стив Бёрнсайд
Стив Бёрнсайд (яп. スティーブ・バーンサイド Сути:бу Ба:нсайдо, англ. Steve Burnside) — персонаж нескольких игр серии (Resident Evil Code: Veronica, Resident Evil Survivor 2 Code: Veronica, Resident Evil: The Darkside Chronicles). Впервые появился в игре Code Veronica, где выступает напарником главной героини Клэр Редфилд. Согласно сюжету, Стив является заключённым тюрьмы Амбреллы на острове Рокфорт, куда был посажен вместе со своим отцом, бывшим сотрудником корпорации.
С началом вирусной вспышки он убегает из своей камеры. Сначала Стив не доверяет новой знакомой и весьма неохотно сотрудничает с ней. Однако в дальнейшем Стив становится более открытым и всячески помогает ей. Это случается после того, как он вынужден убить собственного отца, ставшего зомби во время вспышки. Стив и Клэр в конечном итоге оказываются в антарктическом центре Амбреллы, где он попадает в плен к Алексии и становится подопытным для исследования вируса Т-Вероника. В процессе поисков Клэр находит скованного Стива, который мутирует в монстра и нападает на неё. В этой форме он почти неуязвим к повреждениям, а в руках у него находится гигантский церемониальный топор.
Во время побега от Стива, Клэр подвергается нападению одного из щупальцев Алексии. Стив, видя это, восстанавливает контроль над своим разумом и режет топором щупальца, освобождая Клэр. В отместку, Алексия ударяет его одним из щупальцев, нанося смертельную рану. Перед смертью тело Стива отвергает мутации и вновь приобретает человеческий облик. Затем он признаётся в любви к Клэр, умирая у неё на руках. Впоследствии Альберт Вескер забрал Стива в связи с наличием в его теле вируса, а также намекнул, что может вернуть к жизни. В игре The Darkside Chronicles выясняется, что Вескер связался с наркобароном Хавьером Идальго и взял образец Т-Вероники из трупа Стива, чтобы продать вирус для Мануэлы, больной дочери Идальго.

#### Шерри Биркин
Шерри Биркин (англ. Sherry Birkin) — дочь Уильяма и Аннет Биркин.
Впервые Шерри была представлена ученицей начальной школы в игре Resident Evil 2. Согласно сюжету, во время вспышки вируса, она убежала и пряталась в Раккун-сити. Её находят Леон и Клэр, пытающиеся убежать из обречённого города. Они берут её под свою опеку. Шерри доступна в игре и в качестве игрового персонажа, но только в некоторых частях игры. К тому же она совершенно безоружна и может только убегать от монстров. Её отец при помощи G-вируса превратился в чудовищного монстра, заразив также Шерри. Но Клэр принесла ей антивирус, который помешал ей мутировать. В финале, Шерри помогла Леону и Клэр сесть на секретный подземный поезд, а затем успешно сбежала из Раккун-сити, прежде чем его уничтожили.
Шерри также появляется в Resident Evil: The Darkside Chronicles, в главах, пересказывающих события Resident Evil 2. Кроме того, персонаж вернулся в Resident Evil 6, уже повзрослевшей. Согласно сюжету, она предстанет в роли правительственного агента и напарника сына Альберта Вескера, Джейка.

#### Эшли Грэм
Эшли Грэм (яп. アシュリー・グラハム Асюри: Гурахаму, англ. Ashley Graham) — дочь президента США, студентка.
В событиях игре Resident Evil 4, в которой дебютирует персонаж, Эшли является дочерью нового президента США. Эшли, студентка колледжа, живущая в штате Массачусетс, по пути домой становится жертвой похищения таинственным культом. Её увозят куда-то в Европу и держат в плену в деревне, населённой людьми, инфицированными паразитами Лас-Плагас, контролирующими разум. Лидер культа, Осмунд Сэддлер, планирует заразить девушку паразитом для осуществления тайных целей культа.
Её спасает Леон Кеннеди. Вместе с ней он пытается расстроить планы культа и бежать. В дополнение к способности получать команды и выполнять простые задачи, Эшли по ходу игры ненадолго становится игровым персонажем. Озвучивавшая Эшли актриса описала её характер как «уязвимый, потому что Леон должен приходить к ней на помощь всё время».
GameDaily перечислили Эшли в рамках своего конкурса «Девушка недели: Горячие блондинки», добавив что они дали бы ей награду «надоедливый». В 2008 году журнал Cracked назвал Эшли одним из «15 самых раздражающих персонажей видеоигр», отметив, что разработчики должны понимать, что никто не любит защищать слабых и беззащитных в видеоиграх, но PC Games Hardware добавили её в список 112 наиболее важных женских персонажей в играх. В том же году, GamesRadar использовал Эшли как пример «чистосердечного любовного интереса», заявив, что такому персонажу не хватает личности, а также включил её в список «лучших семи самых раздражающих персонажей видеоигр», заявив, что, будучи не абсолютно бесполезной, она не очень находчива.

#### Эвелина
Эвелина (яп. エヴェリーナ, англ. Evelina) — главный антагонист игры Resident Evil 7: Biohazard. Создана организацией «Соединения» в лаборатории в Европе с целью использования как биологическое оружие, предназначенное для внедрения в ряды противника и взятия под контроль солдат, населения с противоположной стороны. Для создания Эвелины был совмещен человеческий эмбрион с клетками грибка, который обладал данным эффектом. Девочка получила кодовое имя «объект Е-001». В 2014 году Эвелину решили перевести в лабораторию в Центральной Америке из-за опасности того, что европейское подразделение «Соединения» (где ее держали и исследовали до этого) может быть взято под контроль синей Umbrella. Контртеррористическая организация B.S.A.A. отправила отряд для того, чтобы ликвидировать Эвелину, но она смогла сбежать. Позднее «Соединение» организовала ее перевозку, во время которой роль ее родителей исполняли сотрудники «Соединения» Мия Уинтерс и Алан Дроуни. Однако Эвелина вышла из-под контроля, заразила экипаж корабля, убила Алана. В итоге корабль потерпел кораблекрушение, шторм вынес его на территорию США по реке к болотам недалеко от фермы Бейкеров в штате Луизиана. Джек и Лукас Бейкеры нашли и принесли домой Мию и Эвелину. После этого Эвелина заразила и подчинила себе Бейкеров (она управляла их моторикой и сознанием), внушила им, что они ее семья, под ее воздействием они стали маньяками и канникабалами. Она наделила их своей силой. По ее приказу Бейкеры похищали десятки людей, которые должны были стать претендентами для вступления в «семью» Эвелины, но в итоге были убиты или превращены в подконтрольных девочке монстров плесневиков. Согласно данным, которые Лукас Бейкер передавал завербовавшим его сотрудникам «Соединения», интеллект Эвелины находился на уровне ребенка. Лукас называл Мию (удерживаемую силой в поместье Бейкеров) «любимицей» Эвелины и писал, что девочка считала ее своей «мамочкой». Однако Мия, по данным Лукаса, «не вернулась» к Эвелине. В связи с мутационными процессами Эвелина стала быстро стареть и за три года достигла пожилого возраста, но используя контроль сознания зараженных она внушала им свой облик десятилетней девочки. В 2017 году муж Мии Итан Уинтерс побеждает Эвелину, он вкалывает в ее настоящее тело Некротаксин Е, который негативно влияет на ее способности, но она смогла мутировать в огромного монстра, однако прилетевшие сотрудники синей Umbrella скидывают Итану оружие «Альберта-01» заряженное антирегенерационными пулями, при помощи которого Эвелина была убита. В игре Resident Evil Village Эвелина появляется в подсознании Итана и раскрывает ему то, что он был заражен на ферме Бейкеров и он состоит из плесени. Остаток сознания Эвелины сохранился внутри Черного Бога (мегамецелий), где она пыталась заполучить контроль над царством Миранды, а при приходе Розмари Уинтерс (дочь Итана и Мии) в поисках Очищенного кристалла Эвелина пыталась убить ее из ревности (т. к. после смерти Мия и Итан Уинтерсы в мире сознаний продолжали любить свою дочь, а не Эвелину). В итоге Итан спасает дочь от Эвелины.                 

## Персонажи в рейтингах
- В списке пятидесяти лучших персонажей компьютерных игр по версии книги рекордов Гиннесса в 2011 году Леон Кеннеди получил 36-е место, а Джилл Валентайн — 43-е[82].
- Журнал Empire поставил Mr. X (он же Tyrant T-103 и «Trenchcoat») на 39 место в списке 50 величайших персонажей компьютерных игр[83].
- IGN поставил эпизод с появлением ганадо Dr. Salvador (Chainsaw Ganado) на 28-е место в топ-100 «моментов в видеоиграх»[84].